# Fukomys mechowii
Fukomys mechowii és una espècie de mamífer rosegador de la família de les rates talp. Viu a Angola, la República Democràtica del Congo i Zàmbia. Es tracta d'un animal social de vida subterrània que viu en colònies generalment d'entre dos i vint exemplars. Els seus hàbitats naturals són els arbustars de sabana i els boscos d'acàcies. Es creu que no hi ha cap amenaça significativa per a la supervivència d'aquesta espècie, tot i que és objecte de caça intensiva. Originalment fou descrita com a espècie del gènere Cryptomys.